# JJ Williams
Jerome Williams Jr. (Clovis, Nuevo México, Estados Unidos; 4 de enero de 1998), conocido como JJ WIlliams, es un futbolista estadounidense. Jugaba de delantero y su equipo actual es el Rhode Island FC de la USL Championship.
Williams fue seleccionado por el Columbus Crew en el SuperDraft de la MLS 2019. En 2020 fichó por el Atlanta United.

## Clubes
| Club                           | País           | Año           |
| ------------------------------ | -------------- | ------------- |
| Birmingham Hammers             | Estados Unidos | 2016          |
| Reading United                 | Estados Unidos | 2017          |
| Dayton Dutch Lions             | Estados Unidos | 2018          |
| Columbus Crew                  | Estados Unidos | 2019          |
| Birmingham Legion (a préstamo) | Estados Unidos | 2019          |
| Atlanta United                 | Estados Unidos | 2020          |
| Atlanta United 2 (a préstamo)  | Estados Unidos | 2020          |
| Birmingham Legion (a préstamo) | Estados Unidos | 2020          |
| Birmingham Legion              | Estados Unidos | 2021          |
| FC Tulsa                       | Estados Unidos | 2022          |
| Phoenix Rising                 | Estados Unidos | 2022          |
| Tampa Bay Rowdies              | Estados Unidos | 2023          |
| Rhode Island FC                | Estados Unidos | 2024-presente |